# Bockwindmühle Pömmelte

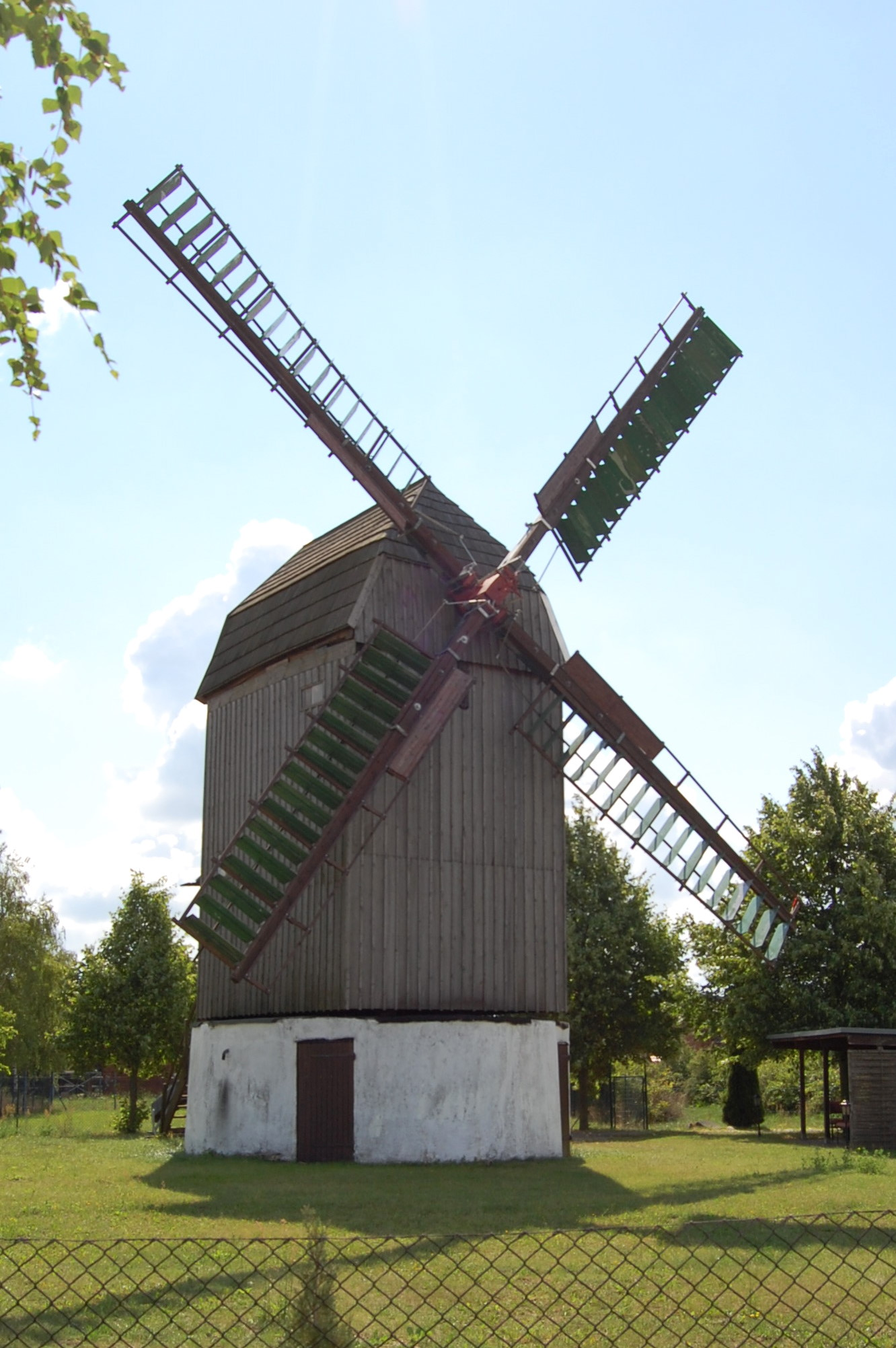
Bockwindmühle Pömmelte, 2011

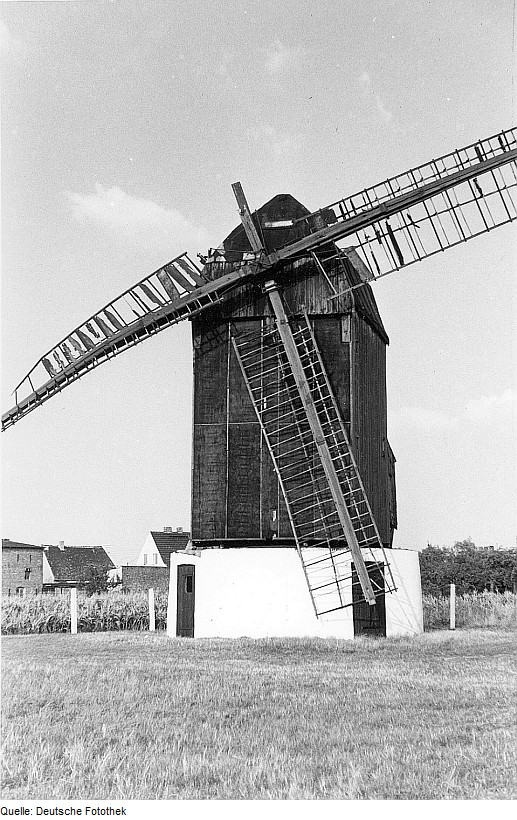
Windmühle im Jahr 1973

Die Bockwindmühle Pömmelte ist eine Bockwindmühle im zur Stadt Barby gehörenden Dorf Pömmelte in Sachsen-Anhalt. Sie war von 1781 bis in die 1970er Jahre in Betrieb, seit den 1930er Jahren mit einem Motor, der noch existiert.

## Lage
Die Windmühle befindet sich mit der Adresse Schönebecker Straße 12 am Westrand des Dorfes, etwas nördlich der L 51 in Richtung Schönebeck (Elbe).

## Geschichte und Anlage
Die Mühle entstand 1781 und wurde zunächst auf dem Hummelberg bei Schönebeck errichtet. Etwa um 1860 wurde sie an ihren heutigen Standort umgesetzt. In den 1930er Jahren erhielt sie einen noch heute funktionsfähigen Rohölmotor der Firma Körting. Erhalten blieben auch Walzenstuhl, Mahlgang, Spitzgang und Sichter. Auch Hilfseinrichtungen wie Elevatoren, Aufzug und Transmission sind vorhanden.
Am 19. Januar 2007 wurde das Flügelkreuz der Mühle durch den Orkan Kyrill beschädigt.